# Tycho Weißgerber
Tycho Weißgerber (* 10. Juli 1952 in Ternitz, Österreich) ist ein ehemaliger deutscher Fechter und Teilnehmer an den Olympischen Spielen 1976 in Montreal. Er focht beim TSC Eintracht Dortmund.
Weißgerber wurde 1973 deutscher Juniorenmeister im Säbelfechten. 1974 gewann er die Bronzemedaille bei den Deutschen Säbelmeisterschaften der Aktiven. 1976 wurde er nochmals Vizemeister. An den Olympischen Sommerspielen 1976 nahm Weißgerber im Säbeleinzel teil. Wie Walter Convents und Harald Hein war er zu dieser Zeit in der Bundeswehr im Rang eines Gefreiten. Nachdem er in der Halbfinalrunde ausgeschieden war, belegte er den 20. Platz. Im Herrenflorett gewann er 1980 ein internationales Turnier in Münster.